# Yann Stotz
Pour les articles homonymes, voir Stotz.
Yann Stotz est un comédien, humoriste, chanteur et metteur en scène français né le 4 juillet 1985 à Metz, en France.      

## Biographie
Yann Stotz est né à Metz en 1985. Dès son plus jeune âge, il se passionne pour le music-hall, la chanson et le cinéma. Il écume dès sa petite enfance les salles de projections et les vidéoclubs de quartier où il se découvre une passion pour les grands humoristes anglais et américains. Très influencé par les Monty Pythons, Mel Brooks ou Leslie Nielsen, il commence par réaliser de petits films parodiques en vidéo lors de ses années de collège. Il continue au lycée, avec une option Bac Cinéma Audiovisuel, et quitte Metz à 18 ans pour aller s'installer à Paris et y commencer sa carrière dans le spectacle. 
Désormais à la capitale, Yann Stotz joue au Moloko. Il y trouve sa première scène parisienne, aux côtés d'autres humoristes tels que Elisabeth Buffet, Thomas VDB, Phil Darwin ou Thomas N'Gijol. C'est alors que la production "Juste Pour Rire" le signe pour un contrat de 5 années. En 2006, il participe à la première édition de l'émission "Incroyable Talent" sur M6.  Il partira ensuite en tournée pendant un an.   
Stotz participe à toutes les éditions du Festival Juste Pour Rire de Nantes (au cours desquelles il met en scène un hommage à Roger Carel), ainsi qu'à l'édition 2007 du festival Juste Pour Rire de Montréal où il joua dans "L'autre Gala" aux côtés d'Arturo Brachetti. L'année suivante, il fait sa rentrée au Théâtre de Dix Heures.  
Il apparaît souvent dans les émissions de Patrick Sébastien Les années bonheur où il interprète des numéros visuels humoristiques parsemés de chansons de crooners.   
Son spectacle est un mélange de stand-up et de mime où il mêle chant et non-sens à l'Anglaise. 
En 2008, il entre en tant que chroniqueur dans l'émission La méthode Cauet où il s'incruste par le biais d'un montage numérique dans des scènes cultes de cinéma. Il continue de jouer du mardi au samedi au théâtre. Il est aussi un artiste récurrent de l'émission Pliés en 4 sur France 4 jusqu'en 2010.  
En 2009, il fait les premières parties de Florence Foresti dans son spectacle Foresti and Friends au Palais des Congrès.
En 2010, il est chroniqueur dans l'émission Touche Pas à Mon Poste et continue en parallèle ses spectacles en tournée. Il crée pour cette émission "Le parasite du poste", où il reprend le concept d'incrustation d'image, mais cette fois dans des archives d'émission télévisuelles.
En 2011, il présente l'émission Planète Tubes en compagnie de Phil Darwin sur France Ô diffusée tous les samedis à 20h.
En 2012, il rejoint l'équipe d'Anne Roumanoff pour l'émission Roumanoff et les garçons où il écrit et joue dans des sketchs avec Cécile Giroud, qui fut membre du trio Les Taupes Models et avec qui il crée un spectacle en duo : Giroud Stotz le Duo. Durant l'année 2012, le duo commence à beaucoup jouer en France et en Belgique. C'est officiellement le deuxième spectacle qu'il a à son actif. 

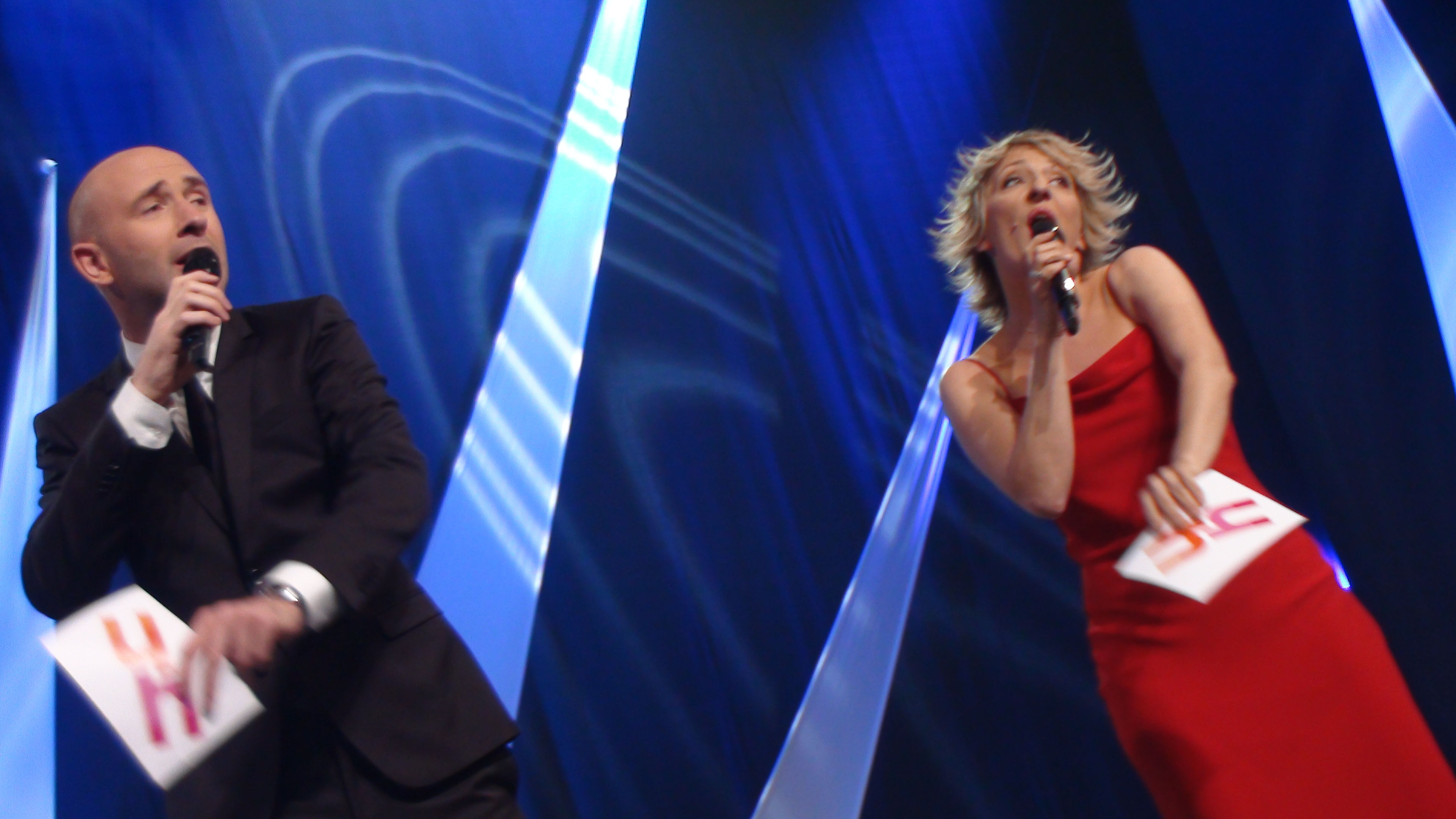
Cécile Giroud et Yann Stotz sur scène

Cécile Giroud et Yann Stotz deviennent les deux maîtres de cérémonie des festivals YouHumour de Nantes. 
En 2014, Yann Stotz continue le duo en tournée mais revient à Paris pour une date exceptionnelle de son spectacle en solo au Théâtre Michel accompagné des musiciens du grand orchestre Coll. Il annonce une série de cinq dates spéciales où se joindront à lui des invités. 
Il joue entre 2014 et 2015 le spectacle "Yann Stotz et ses invités" où l'on peut retrouver à ses côtés des artistes comme Oldelaf, Jeremy Ferrari, Amandine Bourgeois ou Anne Roumanoff. Il présente parallèlement l'émission Le Battle Show sur la chaîne Enorme TV. L'émission est produite par Jeremy Ferrari avec lequel il apparaît sur plusieurs événements d'humour, comme le FIEALD au théâtre Trévise, ou le festival Smile and Song où il participe à l'émission "Les duos impossibles de Jeremy Ferrari".  
On l'aperçoit sur Paris Première avec son acolyte Cécile Giroud pour La nuit des duos d'Anne Roumanoff.
En 2016, il devient un artiste récurrent de l'émission Les Années bonheur de Patrick Sébastien avec Cécile Giroud. Leur spectacle "Classe" se joue à l'Alhambra à Paris pendant un an et demi, ainsi qu'en tournée partout en France, En parallèle, durant la saison 2017/2018, on retrouve le duo d'humoristes en promotion dans de nombreuses émissions de télévision ainsi qu'en récurrence dans Amanda (émission de télévision), présenté par Amanda Scott et sur la radio Rire et Chansons. 
Il annonce à la fin de 2019 le lancement de son nouveau One Man Show « Popcorn » qui aura pour thème le cinéma et entame une tournée en parallèle de la pré-production de son premier long métrage. Très actifs sur les réseaux sociaux, Stotz réalise de nombreuses vidéos humoristiques qui font souvent "le buzz".
En 2020, toujours en tournée avec ses deux spectacles, il prépare la sortie de son long métrage La grande Peur. À partir de septembre 2023, il apparaît en duo avec Cécile Giroud dans l'émission Le Grand Cactus de la RTBF ; ils  interprètent une série de sketchs nommés Revu de France, une parodie de journal télévisé fait par des Français pour présenter la Belgique.
En 2023 il rejoint avec Céline Giroud, l'équipe de la Revue de Presse sur Paris Première.

## Télévision
- 2006 : La France a un incroyable talent
- depuis 2006 : Les années bonheur
- 2008 : La Méthode Cauet sur TF1
- 2008 - 2010 : Pliés en 4 sur France 4
- 2010 : Touche pas à mon poste ! sur France 4
- 2011 : Planète Tubes sur France Ô
- 2012 : Roumanoff et les garçons sur France 2
- 2014 - 2015 : Le Battle Show sur l'Énôrme TV
- 2016 : Amanda (émission de télévision) sur France 2
- 2016 - 2017 : Les Années bonheur sur France 2
- 2018 : Ze Soirée sur TMC (chaîne de télévision)
- 2019 : La bataille du rire sur Paris Première
- depuis 2023 : Le Grand Cactus sur la RTBF

## Théâtre
- 2006 : Les Plateaux d'humour du Moloko à Paris
- 2007 : L'autre Gala mis en scène par Franco Dragone
- 2009 : Foresti and Friends (premières parties)
- 2009 - 2013 : Yann Stotz "Le Show"
- 2013 : Giroud Stotz le Duo avec Cécile Giroud
- 2014 - 2015 : Yann Stotz et ses musiciens
- 2017 : Spectacle humoristique, d'imitations et de chants parodiques : "Classe" à l'Alhambra à Paris, en duo avec Cécile Giroud & Yann Stotz
- 2018 : Ze Soirée
- 2018 - 2020 : "Classe" la tournée
- 2020 : One Man Show "PopCorn"